# أولاد موسى (دار العسلوجي)
أولاد موسى هي إحدى مشيخات المملكة المغربية، تتبع جغرافيا لإقليم سيدي قاسم وإداريًا لدار العسلوجي. يقدر عدد سكانها بـ 34378 نسمة حسب الإحصاء الرسمي للسكان والسكنى لسنة 2004.